# Nierembergia ericoides
Nierembergia ericoides ist eine Pflanzenart aus der Gattung der Weißbecher (Nierembergia) in der Familie der Nachtschattengewächse (Solanaceae).

## Beschreibung
Nierembergia ericoides ist eine aufrecht wachsende Pflanze, die Wuchshöhen von etwa 40 cm erreicht. Die sehr kleinen Laubblätter werden 3 bis 4 (selten bis 8) mm lang und 1 bis 1,5 mm breit. Sie sind schmal elliptisch und zur Rückseite konkav. Sie stehen in Büscheln im basalen Bereich der Zweige.
Die Blüten stehen an Blütenstielen von 2 bis 3 mm Länge. Der Kelch ist 8 bis 11 mm lang und mit 3 bis 6 mm langen und etwa 2 mm breiten Kelchzipfeln besetzt. Die Krone besitzt einen etwa 22 mm durchmessenden Kronsaum und eine 11 bis 13 mm lange Kronröhre. Es sind drei kurze und zwei lange Staubblätter vorhanden. Die Narbe wird halbmondförmig von den langen Staubblättern bis fast auf die Ebene der Staubbeutel umschlossen.
An den Früchten ist der Kelch verholzt und mit festen, dreieckigen und spitzen Fransen besetzt.
Die Chromosomenzahl beträgt 2n = 18.

## Vorkommen
Die Art kommt endemisch in der Region Tandil-Ventania in der Provinz Buenos Aires vor. Die Standorte liegen in Höhen zwischen 200 und 900 m.

## Systematik und botanische Geschichte
Die Art wurde 1846 von John Miers erstbeschrieben.